# Zygothrica semistriata
Zygothrica semistriata är en tvåvingeart som beskrevs av Wheeler 1952. Zygothrica semistriata ingår i släktet Zygothrica och familjen daggflugor. Inga underarter finns listade i Catalogue of Life.